# Inu Yasha
Inu Yasha (jap. 戦国御伽草子「犬夜叉」, Sengoku Otogizōshi „Inuyasha“, Die mittelalterliche Geschichte „Inu Yasha“) ist eine international erfolgreiche Mangareihe der japanischen Zeichnerin Rumiko Takahashi, die von November 1996 bis Juni 2008 in Japan erschien. Das Werk umfasst knapp 9.500 Seiten, wurde auch als Anime, Kinofilm, Theaterstück, Roman und Computerspiel umgesetzt und lässt sich in die Genres Abenteuer, Fantasy, Drama und Komödie einordnen. 2020 kam die Animeserie Yashahime: Princess Half-Demon ins japanische Fernsehen, die die Abenteuer der Kinder der Protagonisten aus Inu Yasha erzählt.
Die Handlung von Inu Yasha spielt sowohl im Japan der Sengoku-Zeit (15. – 16. Jahrhundert) als auch wechselweise in der Neuzeit. Viele der Charaktere sind Yōkai, Oni oder andere Wesen aus der japanischen Mythologie. Der Hauptcharakter Inu Yasha sowie einige weitere basieren auf den Inugami. Yōkai sind mächtige übernatürliche Wesen, die auch in menschenähnlicher Gestalt auftreten. Im Gegensatz zum westlichen Dämon sind sie aber keineswegs ausschließlich böse. Die Haupthandlung erzählt vordergründig vom Kampf der Hauptcharaktere gegen einen Halbdämon namens Naraku. Die Rahmenhandlung dreht sich um die Dreiecksbeziehungen zwischen Inu Yasha, Kagome und Kikyō.

## Handlung

### Inu Yashas Vorgeschichte
Inu Yasha wird in der Sengoku-Zeit als Sohn des Hundeyōkais Inu no Taishō (dt. Herr der Hunde) und der Menschenfrau Izayoi geboren. Als Hanyō, eine Art Halbdämon, verachten ihn die Menschen wie einen vollwertigen Yōkai. Sein Vater kommt ums Leben, als er Izayoi nach Inu Yashas Geburt vor dem Fürsten Takemaru beschützt. Weil Inu Yashas Halbbruder Sesshōmaru, ein vollwertiger Yōkai, ihn für den Tod des gemeinsamen Vaters verantwortlich macht, entwickelt Sesshōmaru eine anhaltende Verachtung gegenüber Inu Yasha.
Danach wächst Inu Yasha bei seiner Mutter und ihrer Familie auf, wird aber wegen seiner Abstammung stets diskriminiert und ausgegrenzt. Nachdem auch seine Mutter gestorben ist, muss er allein zurechtkommen und sich gegen Dämonen behaupten, sodass er ständig stärker wird.

### Inu Yasha und das Juwel der vier Seelen
Vor hunderten von Jahren drohte die Welt in die Hände der Dämonen zu fallen. Doch die mächtige Priesterin Midoriko stellte sich ihnen entgegen. Die Dämonen verbündeten sich gegen sie und verschmolzen ihre Seelen zum größten und bösesten Dämon. Als die Kräfte der Priesterin nach einem sieben Tage und Nächte währenden Kampf schwanden, drohte ihre Seele von dem Dämon ausgesaugt zu werden. Mit letzter Kraft entzog sie dem Dämon seine bösartige Seele. Aus dieser und ihrer eigenen Seele entstand das Shikon no Tama (四魂の玉, dt. „Juwel der vier Seelen“), in dessen Innerem die beiden Seelen noch immer einen Kampf gegeneinander führen. Die vier Seelen, aus denen das Shikon no Tama besteht, sind Aramitama (荒魂, dt. „Seele des Mutes“), Nigimitama (和魂, dt. „Seele der Freundschaft“), Kushimitama (奇魂, dt. „Seele der Weisheit“) und Sakimitama (幸魂, dt. „Seele der Liebe“). Im reinen Zustand beschützt das Juwel den Besitzer. Es kann aber auch durch Dämonenblut und/oder schwarze Magie verdorben werden und nun die Kräfte von Dämonen um ein Vielfaches verstärken. Um dies zu verhindern, wurde das Juwel der vier Seelen der Priesterin Kikyō zur Obhut überlassen.
Eines Tages trifft Kikyō auf Inu Yasha, der es auf das Juwel abgesehen hat, weil er mit diesem ein vollwertiger Yōkai werden möchte. Doch die Priesterin und der Halbdämon verlieben sich ineinander. Onigumo, ein schwerverletzter Dieb, der von Kikyō in einer kleinen Höhle gepflegt wurde, verliebt sich ebenfalls in sie. Da er aber sehr schwach und furchtbar entstellt ist, erwacht in ihm eine rasende Eifersucht. Und so lässt er sich von Dämonen verzehren, damit er sich ihre Körper und Kräfte zu Nutze machen kann. Er ersinnt in seiner neuen Gestalt, die er Naraku nennt, einen teuflischen Plan, um sich des Juwels zu bemächtigen und so ebenso ein vollwertiger Yōkai zu werden. Die Liebe zu Kikyō, die sein menschlicher Teil empfunden hatte, verdrängt er und Neid und Eifersucht überwiegen. Als Kikyō Inu Yasha das Shikon no Tama bringen will, damit er ein Mensch werden und mit ihr zusammen leben kann, greift Naraku sie in Gestalt von Inu Yasha und ihn in Kikyōs Gestalt an. Durch den scheinbaren Verrat Kikyōs enttäuscht, stürmt der Hanyō ins Dorf, um das Juwel zu stehlen. Die schwer verwundete Kikyō schafft es jedoch, Inu Yasha mit einem Pfeil an einen heiligen Baum zu bannen, wodurch er in einen tiefen Schlaf fällt, obwohl es ihr möglich gewesen wäre, ihn zu töten. Kikyō selbst wurde von Naraku so schwer verletzt, dass sie stirbt. Das Shikon no Tama wird nach ihrem letzten Willen mit ihrer Leiche verbrannt.

### Beginn der Juwelensplittersuche
Am Ende des 20. Jahrhunderts wird Kikyōs Seele in Kagome Higurashi wiedergeboren, die dadurch auch das Shikon no Tama in sich trägt. Sie ahnt von dieser Tatsache jedoch nichts und lebt zusammen mit ihrer Mutter, ihrem Großvater, ihrem kleinen Bruder Sōta und dem Kater Buyo in einem Schrein in Tokio. An ihrem 15. Geburtstag nähert sich Kagome dem Brunnen im Schrein, als sie nach Buyo sucht und irrtümlich glaubt, der Kater sei hineingefallen. Als Kagome sich vom Brunnen abwendet, bildet der Brunnen ein Zeitportal und ein mächtiger Yōkai namens „Lady Tausendfuß“ zerrt sie in die Tiefe. Weil Kagome sich wehrt, lässt der Yōkai zunächst ab. Kagome reist 500 Jahre in die Vergangenheit zurück und landet in der Zeit 50 Jahre nach Kikyōs Tod. Hier trifft sie auf den schlafenden Inu Yasha, den sie von seinem Bann befreit, sowie auf die Miko Kaede, Kikyos Schwester. Der Dämon „Lady Tausendfuß“ erscheint erneut und reißt Kagome das Juwel der vier Seelen aus dem Leib. Das Juwel taucht damit wieder in der Zeit Inu Yashas auf und erneut wollen alle Yōkai in dessen Besitz gelangen. Im Kampf gegen einen Krähendämon trifft Kagome mit einem Pfeil unbeabsichtigt das Juwel, welches daraufhin zersplittert. Diese Splitter verteilen sich in alle Himmelsrichtungen. Nun liegt es an Kagome und Inu Yasha, die Splitter wieder einzusammeln und zu einem Juwel zusammenzufügen, bevor ihnen jemand zuvorkommt.
Auf ihrer Suche treffen sie zuerst auf Inu Yashas Halbbruder und Hundeyōkai Sesshōmaru. Dieser ist auf der Suche nach Tessaiga, dem Schwert seines Vaters, welches „hundert Dämonen mit einem Schlag töten“ kann. Jedoch ist Tessaiga für Inu Yasha bestimmt und kann deswegen von einem vollwertigen Yōkai wie Sesshōmaru nicht geführt werden. Als Sesshōmaru dennoch gegen Inu Yasha um das Schwert kämpft, kann dieser seinem älteren Bruder eine Niederlage beibringen, wobei Sesshōmaru seinen linken Arm verliert. Sesshomaru hat stattdessen von seinem Vater ein Schwert der Heilung bekommen, welches Tenseiga heißt.
Bald darauf treffen Kagome und Inu Yasha auf den jungen Kitsune Shippō, einen Fuchsdämon. Dieser begleitet die beiden von nun an, da seine Familie von anderen Dämonen getötet wurde.
Einige Zeit später wird Kikyō von der Hexe Urasue aus Graberde und Knochen als eine Art Golem wiederbelebt. Kikyō will sich an Inu Yasha rächen, wobei sie herausfindet, dass Naraku beide getäuscht hat. Daraufhin will sie Naraku töten, aber auch Inu Yasha mit in den Tod nehmen. Kagome verhindert dies, weil sie sich inzwischen auch in Inu Yasha verliebt hat. Zwischen Kikyō und Kagome erwächst eine andauernde Eifersucht.
Auf ihrer Suche nach weiteren Juwelensplittern stoßen die drei Freunde auf den buddhistischen Mönch (Hōshi) Miroku, der auch Juwelensplitter sammelt, damit sie nicht Dämonen in die Hände fallen. Nach einem kurzen Kampf gegen Inu Yasha schließt sich Miroku der Gruppe an.
Später trifft die Gruppe auf die Dämonenjägerin Sango und ihre Katze Kirara (eine Nekomata). Sangos Familie und Freunde wurden von Naraku durch eine List getötet und das Dorf der Dämonenjäger in einem Überfall zerstört. Nur Sango und ihr kleiner Bruder Kohaku überlebten. Naraku überzeugt Sango davon, dass Inu Yasha ihr Dorf zerstört hätte. Sie versucht darauf, sich an Inu Yasha zu rächen. Als sie die Wahrheit erkennt, schließt Sango sich der Gruppe an. Kohaku blieb durch einen Juwelensplitter in seinem Rücken am Leben, aber auch unter Narakus Kontrolle. Nun wird der Junge von Naraku gegen Inu Yashas Gruppe eingesetzt. Doch es gelingt der Gruppe, Naraku schwer zu verletzen, ohne Kohaku zu töten. Naraku kann seine Kräfte aber bald wiederherstellen.
Die Freunde treffen auf den Wolfsyōkai Kōga, den Anführer eines dämonischen Wolfsrudels. Dieser entführt Kagome und will diese wegen ihrer Fähigkeit, Juwelensplitter zu spüren, heiraten. Doch Inu Yasha verhindert dies und holt Kagome zur Gruppe zurück. Bald darauf bringen Naraku und sein Abkömmling Kagura mit einem Trick Kōga dazu, erneut gegen Inu Yasha zu kämpfen. Auch dieses Mal verliert er gegen Inu Yasha. Es gelingt jedoch den beiden, sich gegen Kagura und Narakus anderen Abkömmling Kanna zu behaupten. Kōga gibt Kagome aber nicht auf und reist ihr fortan hinterher, weswegen es häufig zu einer Rangelei zwischen ihm und Inu Yasha kommt, die Kagome meist schnell zu beenden versucht.

### Inu Yashas Erkenntnis
Als Inu Yasha in der Folgezeit gegen einen weiteren Abkömmling Narakus kämpft, zerbricht sein Schwert Tessaiga. Dadurch wird Inu Yasha aus Selbsterhaltungstrieb zu einem Dämon und hat sich nicht mehr unter Kontrolle. Er besiegt Narakus Abkömmling und kann von Kagome zu seinem normalen Wesen zurückgeholt werden. Als Inu Yasha sich danach während Kämpfen ohne Tessaiga mehrmals in einen blutrünstigen Dämon verwandelt, fürchtet er, in diesem Zustand eines Tages seine Freunde umzubringen. Daher beschließt er, nicht mehr mit Hilfe des Shikon no Tama ein vollwertiger Yōkai zu werden. Das Schwert Tessaiga wird dem Yōkaischmied Tōtōsai übergeben, der es repariert.
Weiterhin jagen die Freunde Naraku, der mit Tricks versucht, sie zu besiegen. Inu Yasha wird in dieser Zeit stärker und erlernt neue Techniken seines Schwertes, indem er mächtige Gegner besiegt. Die Macht der Gegner geht auf Tessaiga über. Währenddessen sammeln beide Parteien weiter Splitter des Juwels. Nach einem Kampf Narakus gegen Inu Yasha und Sesshōmaru muss sich Naraku verletzt zurückziehen und verschwindet.

### Der Berg Hakurei und die Shichinintai
Auf ihrer Wanderung gelangen die Freunde in die Nähe des Berges Hakurei, den eine starke Barriere umgibt. Diese Barriere läutert alle Wesen, die in sie eindringen. Auch Kikyō und Kōga sind aus unterschiedlichen Gründen auf dem Weg zu dem Berg.
Währenddessen hat Naraku sieben legendäre Krieger, die Shichinintai, mit Juwelensplittern wieder zum Leben erweckt. Diese sollen, unter ihrem Anführer Bankotsu, als Söldner gegen Inu Yasha und seine Freunde kämpfen. Der erste der Krieger wird von Kōga besiegt, nach und nach können auch die anderen Krieger bezwungen werden. Zur gleichen Zeit kann sich Naraku im Inneren des Berges Hakurei von seinem letzten Kampf vollständig erholen und wird sogar noch stärker als zuvor.
Es gelingt Naraku, Inu Yashas Gruppe und Kōga in eine Falle zu locken, aus der sie aber entkommen können. Jedoch tötet er scheinbar Kikyō, wonach sich Inu Yasha große Vorwürfe macht, weil er Kikyō nicht beschützen konnte. Zudem kann Naraku sein menschliches Herz in Form von Akago, einem Säugling, abspalten.

### Ende der Splittersuche
Nach den Ereignissen am Berg Hakurei ziehen Inu Yasha und seine Freunde weiter, um die restlichen Splitter des Shikon no Tama einzusammeln. Doch Naraku hat einen Großteil der Splitter bereits in seinem Besitz. Währenddessen gelingt es einem mächtigen Mönch, Akago in zwei Teile zu teilen. Beide Teile überleben – einer beherbergt in Form eines Säuglings weiter Narakus Herz, der andere Teil wird zu Narakus Abkömmling Hakudōshi. Dieser schafft aus vielen Yōkai, die er tötet, den seelenlosen Dämon Mōryōmaru.
Als bekannt wird, dass sich der letzte Splitter im Jenseits befindet, beginnt ein Wettlauf dorthin. Dieser gipfelt in einem Kampf um den Splitter am Grab des Inu no Taishō, in dem es Inu Yasha gelingt, den Splitter zu erobern. In dieser Zeit beschließen Miroku und Sango, wenn Naraku einmal besiegt wurde, zu heiraten. Als sich Kohaku aus Narakus Bann lösen kann und Sango als seine Schwester wieder erkennt, muss er dies verbergen und weiter mit Naraku zusammenarbeiten, damit dieser ihn nicht erneut unter seinen Bann zwingt.

### Kampf gegen Hakudōshi und Mōryōmaru
Da nun alle Juwelensplitter eingesammelt wurden, spitzt sich der Konflikt immer weiter zu. Naraku hat fast das ganze Juwel, doch seine Abkömmlinge Hakudōshi und Mōryōmaru, in dem sich Akago verbirgt und der ihm so eine Seele gibt, stellen sich gegen ihn. Hakudōshi kann daraufhin von Inu Yasha, Kagome und Miroku getötet werden, weil er von Naraku nicht mehr beschützt wird. Bald darauf wird Kagura von Naraku vergiftet, weil sie sich erneut gegen ihn wandte und erst Hakudōshi und dann Inu Yashas Gruppe half.
Sango erkennt, dass ihr Bruder sich wieder erinnern kann und nicht mehr von Naraku kontrolliert wird. Dieser schließt sich darauf Kikyō an, die Naraku mithilfe des vollständigen Shikon no Tama läutern und somit töten will. In der Folgezeit gelingt es Inu Yasha, neue Techniken seines Schwertes zu erwerben, doch dadurch kann er es nur noch schwer beherrschen. Auch Mōryōmaru erwirbt neue Fähigkeiten, indem er andere Yōkai besiegt. Dies wird von Naraku und seinem neuen Abkömmling Byakuya arrangiert, um beide gegeneinander auszuspielen. Auch Sesshōmarus Schwert Tenseiga erhält vom Schmied Tōtōsai die neue Technik Meido Zangetsua, mit der es einen direkten Zugang zum Jenseits öffnen kann.
Nach speziellem Training gelingt es Inu Yasha, sein Schwert wieder zu beherrschen, und auch Kōga schließt sich der Gruppe um Inu Yasha an. Mōryōmaru trifft bald darauf auf Naraku und wird nach langem Kampf und der Einmischung von Inu Yasha und Kōga von diesem absorbiert. Auch das Baby, Narakus Herz, wird wieder ein Teil von ihm.

### Vervollkommnung Tessaigas
Naraku verunreinigt nun Kikyōs und Kagomes Herzen durch die Erinnerung an die Vergangenheit, damit der Splitter Kohakus nicht mehr in seiner Reinheit gegen ihn eingesetzt werden kann. Kohaku schließt sich daher Sesshōmarus Gruppe an. Kagome gelingt es bald darauf, die negativen Gefühle gegenüber Kikyō zu überwinden. Bei einem erneuten Kampf gegen Naraku kann dieser Kōgas Splitter aufnehmen, ohne geläutert zu werden, und Kikyō schwer zusetzen. Nachdem Kōga seine Juwelensplitter verloren hat, verlässt er die Gruppe zusammen mit seinen Gefährten Ginta und Hakkaku. Kikyō stirbt an Narakus Gift, doch bleibt ein Teil ihrer Seele noch im Shikon no Tama in Naraku. Sie wird zum Licht im Juwel, das gegen ihn kämpft und verhindert, dass er den letzten Splitter des Juwels auch aufnehmen kann. Bald darauf stirbt auch Narakus Abkömmling Kanna.
Zu dieser Zeit besucht Sesshōmaru seine Mutter in ihrem Schloss, um mehr über die Meido Zangetsua herauszufinden und stärker zu werden. Beim Training gelangen Kohaku, Rin und Sesshōmaru ins Jenseits, wo Rin stirbt. Als er mit Rins totem Körper zurückkehrt, wird er dank seines Bangens um Rins Leben stärker und seine Mutter belebt sie wieder. Bei einem Kampf gegen einen ehemaligen Feind seines Vaters, bei dem ihm Inu Yasha zu Hilfe kommt, wird Sesshōmaru offenbart, dass Tenseiga von Tessaiga abgespalten wurde, um die Technik Meido Zangetsua von Tessaiga zu trennen. Nur durch die Anwesenheit Tessaigas gelingt Sesshōmaru eine vollständige Meido, wodurch er sich seinem jüngeren Bruder untergeordnet fühlt. Bald darauf bringt Naraku Sesshōmaru dazu, erneut gegen Inu Yasha zu kämpfen, um die Kräfte Tessaigas zu rauben. Doch beim Kampf geht auch die Meido Zangetsuha auf Tessaiga über und Sesshōmaru bleibt nur sein Tenseiga mit der Macht, Tote wiederzubeleben.

### Kampf gegen Naraku
Naraku schuf nun Magatsuhi aus dem bösen Willen der Dämonen, die im Juwel versiegelt sind. Dieser greift Sesshōmaru und Kohaku an, da er von Kikyōs Bann nicht abgewehrt wird. Nachdem Inu Yasha eingreift und der Kampf gewonnen wird, erhält Sesshōmaru ein neues Schwert, Bakusaiga, und einen neuen linken Arm, die aus seinem eigenen Körper erscheinen, da er Tessaiga aufgab und seinen Vater übertraf. Das Schwert fügt dem Gegner auch dann noch Schaden zu, wenn es ihn nicht mehr berührt. So vernichtet er Magatsuhis Körper, doch dieser kann fliehen, da der Körper nur geliehen war.
Jedoch ist nun Kagomes Macht vom Anblick Magatsuhis vollständig versiegelt und Kohaku bewusstlos. Als Sesshōmaru abwesend ist, ergreift Magatsuhi Besitz von Kohaku, führt diesen zu Naraku und versucht Kohakus Herz zu verunreinigen, sodass Kikyōs Bann auf seinen Splitter nicht mehr wirkt. Beim erfolglosen Kampf gegen Magatsuhi wird Miroku schwer vergiftet, als er sein Kazaana einsetzt, Sango, Inu Yasha und Kagome folgen Magatsuhi und können Kohaku wieder zu Bewusstsein verhelfen. So ist dieser von Magatsuhi befreit und Sesshōmaru kann ihn vernichten, doch sind noch Teile Magatsuhis in Miroku und Rin erhalten. Naraku entführt Rin, um Magatsuhi bei sich zu haben, und greift erneut an, doch Kohaku und Inu Yasha stellen sich ihm entgegen. Es gelingt Naraku, Kohaku den Splitter zu entreißen und so das Juwel zu vervollständigen und verunreinigen. Dennoch überlebt Kohaku, weil der Wille Kikyōs aus dem Splitter in seinen Körper übergegangen ist und ihn am Leben hält.
Mit dem vollständigen Juwel der vier Seelen erlangt Naraku die Form einer riesigen schwarzen Spinne. Inu Yasha, Kagome, Sango, Miroku und Sesshōmaru brechen auf, um Naraku zu töten und Rin zu befreien. Sie dringen in sein Inneres ein, da ein Kampf von außen Rin gefährden könnte, werden aber bald getrennt. Währenddessen nimmt Narakus Körper die Form einer riesigen Kugel an und schwebt in die Luft. In seinem Körper versucht Naraku durch Illusionen und Gifte, die Freunde dazu zu bringen, sich gegenseitig zu töten. Doch dies gelingt nicht und im Juwel erscheint wieder das Licht der Hoffnung. Schließlich können Inu Yasha, Kagome und Sesshōmaru Naraku schwer zusetzen und sein Körper wird nach und nach zerstört. Als Byakuya versucht, Kagome zu töten, wird er selbst von Inu Yasha umgebracht. Auch Kohaku, Shippō und Jaken treffen am Schauplatz ein. Als ein großer Teil von Narakus Körper durch Bakusaiga zerstört ist, treffen sich alle bei Narakus Kern, um ihn zu vernichten.
Trotz Narakus Drohung, bei seinem Tod auf das Dorf unter ihm zu stürzen, greift Sesshōmaru ihn an, woraufhin alle den Körper Narakus verlassen. Nach einem Angriff Inu Yashas von außen ist Naraku geschwächt und Kagome kann das Juwel sehen. Sie schießt darauf und trifft, als Naraku erkennt, dass er sich in Wirklichkeit die Liebe Kikyōs wünschte. Als Naraku mit dem Juwel über dem knochenfressenden Brunnen verschwindet, wird Kagome von einer Meido Zangetsuha verschlungen. Aber auch Mirokus Kazaana ist verschwunden, der Fluch aufgehoben. Um Kagome zu finden, springt Inu Yasha durch eine selbsterzeugte Meido Zangetsuha, während Kagome in einer Illusion innerhalb des Shikon no Tamas steckt. Aus dieser befreit sie sich durch die Erinnerung an Inu Yasha, verzweifelt aber nun an der Einsamkeit. Nach Narakus letztem Wunsch soll sie für ewig hier gefangen sein und, wie zuvor Midoriko gegen die Dämonen, einen ewigen Kampf gegen ihn führen. Als Inu Yasha Kagome erreicht, erkennt diese den richtigen Wunsch und wünscht sich, dass das Juwel für immer verschwindet.
Nachdem beide aus dem Juwel befreit sind, verschließt sich der Brunnen und Kagome lebt in ihrer Welt und geht auf die Oberschule, während Inu Yasha im Mittelalter bleibt. Sango und Miroku heiraten und bekommen drei Kinder, Shippō und Rin leben mit ihnen im Dorf und Kohaku wird Dämonenjäger. Als Kagome nach drei Jahren ihren Schulabschluss hat, kehrt sie zurück ins Mittelalter, heiratet Inu Yasha und lebt dort weiter.

## Charaktere

### Hauptcharaktere
| Inu Yasha 犬夜叉 Bed.: Inu dt. Hund, Yasha buddh. Dämon, Nachtgespenst, vgl. Yaksha                              | Ist der Protagonist und ein Hanyō. Seine Hauptwaffe ist das magische Schwert Tessaiga, welches aus einem Fangzahn seines Vaters geschmiedet wurde und hundert Dämonen auf einmal töten kann. Vollwertige Yōkai können das Schwert nicht benutzen und Inu Yasha kann die Macht von Tessaiga nur nutzen, wenn er vorhat, damit Menschen zu beschützen. Das Schwert ist meist nur eine rostige Klinge, verwandelt sich aber, sobald es gezogen wird, in ein scharfes Schwert. Der am häufigsten verwendete Angriff ist das Kaze no Kizu (風の傷 dt. „Wunde des Windes“, in der Fernsehserie „Windnarbe“). Er trägt einen roten Kariginu – (Jagd-)Kleidung eines Hofadligen – aus dem beständigen und feuerfesten Haar der Feuerratte (hinezumi). Da er ein Hanyō ist, wird Inu Yasha in Neumondnächten zu einem Menschen und verwandelt sich in gefährlichen Kämpfen ohne Tessaiga in einen blutrünstigen Dämon. Er ist sehr temperamentvoll und häufig etwas schroff. Inu Yasha isst gern Ramen, das Kagome ihm aus ihrer Zeit mitbringt. |
| Kagome Higurashi 日暮かごめ Bed.: Higurashi dt. Sonnenuntergang, Abend Kagome nach dem Kinderspiel Kagome Kagome | Ist die weibliche Hauptfigur, 15 Jahre alt und eine Schülerin der Mittelstufe aus dem heutigen Tokio. Kagomes Hauptwaffe sind Pfeil und Bogen. Sie hat, genau wie Kikyō, die Gabe, mittels der magischen Pfeile Dämonen zu bekämpfen und deren Zauber zu brechen. Eine verzauberte Kette von Kaede ermöglicht es Kagome, durch den Befehl „Sitz!“ im Manga/Film bzw. „Mach Platz“ in der Anime-Fernsehserie (jap. Osuwari) Inu Yasha zu Boden zu zwingen, sodass er sich für einen kurzen Moment nicht mehr bewegen kann. |
| Shippō 七宝 Bed.: buddh. 7 Bodenschätze Das fast gleich ausgesprochene Shippo (尻尾) bedeutet Schwanz            | Ist ein junger Fuchsyōkai (Kitsune), der sich der Gruppe um Inu Yasha angeschlossen hat, weil seine Eltern von den Yōkai Manten und Hiten getötet wurden. Er sieht in Kagome eine Art große Schwester und Ersatzmutter. Er kann sich in alles Mögliche verwandeln, wenn auch nicht sehr gut: Sein Schwanz wird nicht mitverwandelt. Obgleich Shippō meist ein sehr kindliches und verspieltes Verhalten an den Tag legt, zeigt er sich doch erwachsen und verantwortungsbewusst, wenn es darauf ankommt. Sein freches Mundwerk beschert ihm öfters eine Kopfnuss von Inu Yasha. Shippōs Angriff heißt Kitsunebi (狐火), was „Fuchsfeuer“ bedeutet. |
| Miroku 弥勒 Bed.: jap. für Maitreya, eine Art buddh. Messias                                                     | Ist ein buddhistischer Mönch. Er handelt allerdings manchmal eigensinnig und ist ein Frauenheld. Er ist von Naraku mit einem „Windloch“ (風穴 Kazaana) in der rechten Hand verflucht, welches nur an die männlichen Nachkommen vererbt wird. Er setzt es als Waffe ein, indem er den Gegner damit einsaugt, sonst ist es mit Gebetsperlen/Gebetskette versiegelt. Allerdings wird es ständig größer und wird ihn eines Tages selbst einsaugen, wie auch schon seinen Großvater und Vater zuvor. Er reist mit Inu Yasha, um Naraku, den Urheber des Fluches, zu töten und damit den Fluch zu brechen. Erst nachdem Naraku stirbt, wird der Fluch für immer gebrochen. Damit seine Blutlinie nicht erlischt, fragt er jede Frau, ob sie ihm ein Kind gebären wolle, worauf Sango immer sehr empört reagiert. Sein Lehrmeister war der buddhistische Mönch Mushin. |
| Sango 珊瑚 Bed.: Koralle                                                                                         | Ist eine von ihrem Vater trainierte Dämonenjägerin (妖怪退治屋 Yōkai Taijiya) und mit ihrem Bruder Kohaku die einzige Überlebende ihres Dorfes, da dieses Dorf von Naraku mit einer List ausgelöscht wurde. Ihre Hauptwaffe ist ein gigantischer Bumerang (飛来骨 Hiraikotsu, dt. „fliegender Knochen“). Als weitere Waffe besitzt sie ein Katana. |
| Kirara 雲母 Bed.: Glimmer                                                                                        | Ist eine Nekomata, eine Art japanischer Katzendämon, der in seiner normalen Form einer kleinen Katze mit zwei Schweifen gleicht. Bei Gefahr verwandelt sie sich in eine Art feurigen Säbelzahntiger, wächst und kann fliegen. Sie ist die treue Helferin und Freundin von Sango. |

### Gegenspieler
| Naraku 奈落 Bed.: Hölle, Teufel              | Ist ein Hanyō und der Hauptantagonist. Er sucht das Juwel der vier Seelen, um ein vollwertiger und zugleich der mächtigste Dämon zu werden. Er verfolgt seine Ziele rücksichtslos, tötet dabei unzählige Menschen und spinnt viele Intrigen. Er kennt keine Gefühle und lässt meist seine Abkömmlinge kämpfen. Obwohl er ein Dämon ist, hat er noch das Herz des Räubers Onigumo, der ursprünglich in Kikyō verliebt war. Diese Gefühle Onigumos existieren noch immer in ihm und da sich diese hinderlich auswirken, würde er Kikyō am liebsten töten. |
| Kanna 神無 Bed.: ohne Gott                   | Ist der erste Abkömmling Narakus und die Schwester von Kagura. Sie kann mit ihrem Spiegel Angriffe reflektieren und die Seelen anderer einfangen. Kanna ist jedoch machtlos gegen Kagomes Pfeile. Da sie erst nach Kagura auftritt, wird sie fälschlicherweise oft für den zweiten Abkömmling Narakus gehalten. Auffällig an ihr ist, dass sie über keinerlei Emotionen verfügt, weder Gefühle wie Hass oder Liebe noch Wahrnehmungen wie Schmerz. Außerdem besitzt sie keine Aura, weshalb sie nicht durch Instinkte gewittert werden kann. Sie beschwört einen Spiegeldämon und leitet dessen Wunden auf sich. Schließlich stirbt sie an den Verletzungen, die Inu Yasha dem Spiegeldämon zugefügt hat. |
| Kagura 神楽 Bed.: shintoistischer Tempeltanz | Ist der zweite Abkömmling Narakus und die Schwester von Kanna. Sie ist die Herrscherin über den Wind und hasst Naraku, weil dieser ihr Herz besitzt und damit ihr Leben in seiner Hand hat. Sie Kämpft mit einem Fächer und ihre Attacken beinhalten meist den Begriff Tanz. Später versucht Kagura Sesshōmaru dazu zu überreden, Naraku für sie zu töten. Zwischen beiden entwickelt sich im Lauf der Geschichte eine gegenseitige Zuneigung. Sie stirbt durch Narakus Miasma, kann zuvor aber noch einmal mit Sesshōmaru sprechen. |
| Akago                                        | Ist der siebte Abkömmling Narakus. Er besitzt Narakus menschliches Herz. Geschaffen wurde er aus Fleischklumpen Narakus im Berg Hakurei. Er kann die dunkle Seite eines jeden Wesens einsehen. Bei einem Kampf mit einem Priester wurde er zweigeteilt. Der eine Teil blieb bei Kagura, der andere Teil ist auf sich alleingestellt. |

### Weitere Charaktere der Sengoku-Zeit
| Kohaku 琥珀 Bed.: Bernstein                                                           | Ist der jüngere Bruder von Sango. Er wurde bei seinem ersten Kampf als Dämonjäger von Naraku schwer verletzt. Naraku setzte ihm aber einen Splitter des Shikon no Tama in seinen Rücken ein. So blieb er am Leben, war aber eine Zeit lang unter Kontrolle Narakus, bis das Licht von Kikyō die Macht über ihn gewonnen hat. Danach kämpfte er mit seiner Schwester und ihren Freunden weiter. |
| Kikyō 桔梗 Bed.: Ballonblume                                                          | Sie ist eine Priesterin (Miko) und die Geliebte von Inu Yasha. Wie bei Kagome ist ihre Waffe Pfeil und Bogen. Nach ihrer Wiederbelebung ist sie nur noch ein Wesen aus Erde und Knochen, das sich mit den Seelen Verstorbener am Leben hält. Nachdem sie von dem Miasma von Naraku besiegt wird und Kogas sowie Kohakus Leben gerettet hat, liegt sie im Sterben. Ihr entschwinden die Seelen aus der Wunde und schließlich küsst Inu Yasha Kikyo noch einmal, bevor sie in seinen Armen stirbt. |

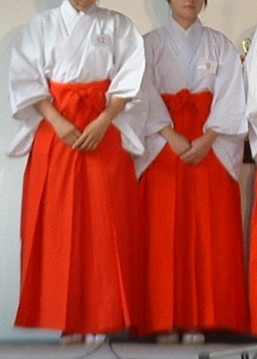
Traditionelle Kleidung einer Miko, wie sie auch von Kikyō getragen wird

| Sesshōmaru 殺生丸 Bed.: perfekt töten                                                 | Er ist ein sehr mächtiger, vollwertiger Hundeyōkai und gleichzeitig der Halbbruder Inu Yashas. Sie haben denselben Vater, aber unterschiedliche Mütter. Sesshōmaru verachtet die Menschen und so auch seinen Bruder, weil dieser ein halber Mensch ist. Außerdem vererbte ihr Vater Inu Yasha das Schwert Tessaiga, welches hundert Dämonen auf einmal töten kann. Sesshōmaru hingegen bekam Tenseiga, ein Schwert, welches hundert Leben retten kann und seiner Meinung nach nutzlos ist. Tenseiga kann jedoch jedes Leben nur einmal retten. Im Kampf mit Inu Yasha zerbricht es und Tessaiga erhält die Kraft von Tensaiga. Sesshōmaru erhält sein „wahres Schwert“ – das Bakusaiga. Sesshōmaru erweckte das Menschenmädchen Rin wieder zum Leben, das seitdem mit ihm reist. Obwohl er so tut, als würde er sich nicht für Rin interessieren, hängt er dennoch sehr an ihr. Nachdem er für Kagura bei deren Tod Mitleid gefühlt hatte, wurde Tenseiga von dessen Schmied Totosai umgeschmiedet, sodass es den Weg ins Jenseits öffnen kann und auch im Kampf nutzbar wird. |
| Jaken 邪見 Bed.: chin. für Falsche Ansichten, falsche Denkweise                       | Ist ein in den magischen Künsten bewanderter Kappa und Untergebener von Sesshōmaru. Er war der König eines Volkes, das eines Tages angegriffen wurde. Sesshōmaru rettete Jaken unbewusst das Leben, wofür dieser Sesshōmaru folgt. Zusätzlich bekam er den magischen „Kopfstab“ (人頭杖 Jintōjō), damit er nicht wehrlos ist. Trotz zahlreicher Misshandlungen von Sesshōmaru bleibt er weiterhin seinem Meister treu. |
| Rin りん                                                                              | Ist eine kleine Waise, welche Sesshōmaru begleitet. Sie versorgte Sesshōmaru, nachdem er von Inu Yasha beim Kampf um Tessaiga schwer verwundet wurde, mit Essen und Trinken. Später wurde sie von Kōgas Wölfen getötet, die ihr Dorf überfielen. Sesshōmaru revanchierte sich bei ihr, indem er sie mit Tenseiga wiederbelebte. Rin ist ein gutherziges und hilfsbereites Mädchen mit einem gewissen naiven Spürsinn, so erkennt sie als einzige, was Kagura für Sesshōmaru empfindet. |
| Kōga 鋼牙 Bed.: stählerner Fangzahn                                                   | Ist ein Wolfsyōkai und der Anführer eines dämonischen Wolfsrudels. Im Anime hat er daneben bereits vor Jahren Ayame (菖蒲), der Tochter des Anführers einen anderen Rudels, versprochen sie zu heiraten. Kōga besitzt zwei Juwelensplitter, die ihm erlauben unglaublich schnell zu laufen. Seit seiner Begegnung mit Kagome verschont er jedes Dorf und rettet Menschen, da er weiß, dass Kagome das gutheißt. Darüber hinaus versteckt er nicht seine große Zuneigung Kagome gegenüber, wodurch er oft mit Inu Yasha in Streit gerät. Er ist ein verantwortungsbewusster Anführer, der sich um das Wohl seiner Wölfe kümmert. Daher jagt er Naraku, weil dieser seine Leute umbrachte. |
| Ginta und Hakkaku 銀太, 白角 Bed.: Ginta dt. reich an Silber, Hakkaku dt. weißes Horn | Die beiden begleiten Kōga auf seiner Suche nach Naraku. Sie sind ziemliche Feiglinge und auch nicht besonders zäh und ausdauernd. Sie betrachten Kagome als ihre „Schwester“ (Manga) oder „Chefin“ (Anime), weil Kōga sie zu seiner Frau machen will. Daher versuchen sie Kagome gegebenenfalls zu beschützen. |
| Myōga 冥加 Bed.: Gnade Buddhas                                                        | Ist ein sehr ängstlicher Floh-Dämon, der Inu Yashas Gruppe regelmäßig begleitet und mehr Beschwerden als Rat beschert. Er genießt wegen seiner Feigheit kein großes Ansehen bei Inu Yashas Gruppe. Er stand schon Inu Yashas Vater Inu no Taishō zur Seite und liebt es, Inu Yashas Blut zu saugen. |
| Kaede 楓 Bed.: Ahorn                                                                  | Ist die jüngere Schwester Kikyōs. Nach dem Tod ihrer Schwester wurde sie selbst eine Miko und ist mittlerweile eine Frau gesetzten Alters. Als Kagome das Shikon no Tama zerbrach, trug Kaede ihr auf, die Juwelensplitter zu suchen. Außerdem legte sie Inu Yasha die magische Perlenkette an, durch die Kagome ihn mit „Mach Platz!“ (Im Manga und in den Filmen "Sitz!") bändigen kann. |
| Tōtōsai 刀々斎 Bed.: Schwert-Zeremonienmeister                                        | Ist ein feuerspeiender Yōkaiwaffenschmied. Er schmiedete neben anderen die magischen Schwerter Tessaiga und Tenseiga im Auftrag von Inu Yashas Vater, dessen guter Freund er auch war. Von Inu no Taishō wurde er beauftragt, Inu Yasha in der Handhabung von Tessaiga zu unterweisen. Meist kritisiert er diesen aber nur wegen des in seinen Augen unsachgemäßen Gebrauchs von Tessaiga. Bei Gefahr macht er sich, ähnlich wie Myōga, sofort aus dem Staub. Sein Reittier ist eine fliegende dreiäugige Kuh. |

### Kagomes Familie
| Sōta Higurashi 日暮 草太 Bed. von Sōta: dickes Gras | Ist der kleine Bruder von Kagome. Er ist ein netter und anständiger Bruder, der sich um die Schulleistungen seiner Schwester sorgt. Er ist ein ziemlicher Angsthase. Weil er sich nicht in die Nähe des Knochen fressenden Brunnens traute und Kagome vorausschickte, landete sie im mittelalterlichen Japan. |
| Frau Higurashi ママ Mama                            | Ist die Mutter von Kagome und Sōta. Ihr macht es anscheinend nichts aus, dass ihre Tochter immer wieder in das gefährliche japanische Mittelalter reist. Sie ist oft besorgt und hilft Kagome, wo sie kann. Auch an Inu Yasha denkt sie oft.                                                                  |
| Großvater 爺ちゃん (O)Jii-chan                      | Der Großvater von Kagome und Sōta lässt sich immer neue Krankheiten für Kagome einfallen, um sie und ihre ständigen und längeren Ausflüge in das japanische Mittelalter bei der Schule und ihren Freundinnen zu entschuldigen. Außerdem ist er der Hüter des Schreins, in dem die Higurashis leben.           |

## Konzeption
Im Verlauf der Handlung tauchen regelmäßige Muster auf, so wird ein Hinweis auf einen Juwelensplitter gefunden und dieser dann im Kampf erworben. Diese Muster werden jedoch häufig von übergreifenden Handlungselementen durchbrochen, so gehen im Kampf gegen Naraku auch Splitter verloren und die Suche nach den das Shikon no Tama bildenden Splittern findet später ein Ende. Auch ist Kagome nicht im Mittelalter gefangen, sondern kehrt regelmäßig in ihre Zeit zurück. Die Haupthandlung verbindet nicht nur die einzelnen Ereignisse, sondern schreitet selbst fort. Jason Thompson beschreibt das Handlungskonzept als eine Aneinanderreihung von Kämpfen gegen ein „Monster der Woche“, auf die die Protagonisten im Verlaufe der Rahmenhandlung stoßen. Der Rahmen kann potentiell endlos sein, da die Zahl der Juwelensplitter unbekannt groß ist. In den einzelnen Episoden folgt auf das Zusammentreffen mit dem Monster zunächst eine scheinbar unlösbar lebensgefährliche Situation, die Inu Yasha dann doch meistern und das Monster töten kann.
Aus Rumiko Takahashis Gesamtwerk sticht die Geschichte als eine der wenigen hervor, die keine romantischen Komödien sind. Die Geschichte kombiniere laut Thompson folkloristischen Horror mit Kampfszenen. Von der Funime wird Inu Yasha vor allem als Mischung von Themen beschrieben, die Takahashi bereits früher bearbeitet hat. So sei es teilweise so düster und ernst wie Mermaid Saga („Insofern könnte man Inu-Yasha vielleicht sogar als Takahashis zweite Horror-Serie neben der Meerjungfrauen-Saga bezeichnen.“), aber auch eine romantische Komödie wie Ranma ½. Dazu kommen viele mythologische Elemente und viele Kämpfe. Durch die weibliche Hauptfigur würde Inu Yasha stärker als Takahashis andere Serien auch Frauen oder Mädchen ansprechen. Ein wichtiges Element ist, so die Animerica, die Darstellung von Dämonen bzw. Yōkai. Diese sind nicht einfach böse, sondern stehen in Zusammenhang mit menschlichem Handeln. In der Geschichte allgemein und insbesondere in der Figur Inu Yashas wird ein steter Konflikt zwischen Gut und Böse symbolisiert, der durch die Taten der handelnden Personen immer wieder neu entschieden wird.
Weil der Manga wie etwa auch Detektiv Conan im Shōnen-Sunday-Magazin veröffentlicht worden ist und dieses sich vor allem an Jungen im Grund- und Mittelschulalter richtet, lässt er sich der Shōnen-Gattung zuordnen.

## Manga

### Entstehung
Im Gegensatz zu Takahashis vorherigem Werk Ranma ½ ist die Geschichte um Inu Yasha um einiges düsterer und ernsthafter gestaltet. Takahashi sagte hierzu, dass sie diesmal etwas anderes als eine Komödie machen wollte, um damit eine neue Richtung einzuschlagen. Als Handlungszeit wählte sie die Sengoku-Zeit, da diese genügend Stoff für Geister- und Dämonengeschichten biete. Außerdem wirke Brutalität und Grausamkeit, im Kontext dieser Epoche dargestellt, wesentlich sanfter als beispielsweise in der heutigen Zeit.
Rumiko Takahashi nahm sich auch mehr Zeit für die Serie und ging diese ruhiger an, weil sie nach dem Erfolg von Ranma ½ nicht mehr unter dem Druck stand, einzelne Szenen oder ein ganzes Werk von Bestand zu schaffen, das den Lesern im Gedächtnis bleibt.
Die in Inu Yasha auftretenden Yōkai und Sagengestalten stammen zum Teil aus der japanischen Mythologie. Viele entsprangen aber auch Takahashis Feder. Sie entwickelte die meisten davon nicht auf Basis historischer Nachforschungen, sondern verwendete geläufige Darstellungen, wie zum Beispiel einen Samurai mit Rüstung und Pferd. Das Shikon no Tama ist ebenfalls eine Erfindung von ihr ohne historische Grundlagen.
Rumiko Takahashi entwarf die Handlung und Welt von Inu Yasha, wie dies üblich ist, für die japanische Leserschaft. Daher achtete sie nicht auf die Verständlichkeit, insbesondere der historischen und mythologischen Hintergründe, für das internationale Publikum. Der Handlungsbogen steht beim Beginn von Takahashis Geschichten grundsätzlich nicht fest, sondern wird im Verlauf der Serie entwickelt.
Einige Charaktere erinnern an solche aus anderen Mangas Takahashis. So scheint die Beziehung zwischen Inu Yasha und Kagome Ranma ½ entliehen, ebenso wie der Wolfsyōkai Kōga, der dem Charakter Ryōga aus derselben Serie ähnelt. Es wurden für diese in der Originalfassung des Animes auch dieselben Synchronsprecher eingesetzt. Anderes erinnert an Takahashis Kurzgeschichte Honō Tripper von 1983, da auch diese Geschichte von einem Mädchen erzählt, das zwischen der Moderne und der Sengoku-Zeit reist. Dieses trifft dort ebenso einen Krieger. Auch im Charakterdesign und der Beziehung der Hauptcharaktere gibt es Ähnlichkeiten zu Inu Yasha.
Takahashi verwendete viele heute unüblich gewordene Namen. So entstanden viele aus Assoziationen zur Person (Inu Yasha = Hund + Waldgeist) oder der Bedeutung der Personen in der Handlung. Daher wurde Kikyō nach der Ballonblume benannt, weil diese für unveränderliche Liebe steht. Kagome bekam ihren Namen, weil Takahashi Namen, die auf -me enden süß findet und dies zu Kagome passen sollte. Die Shichinintai (七人隊) heißen Sieben-Mann-Gruppe, ihre Namen enden auf kotsu (骨), was Knochen bedeutet, da sie von den Toten wiedererweckt wurden.

### Veröffentlichungen
Inu Yasha erschien in Japan von November 1996 bis Juni 2008 in insgesamt 558 Einzelkapiteln im Manga-Magazin Shōnen Sunday, das wöchentlich mit einer Auflage von über einer Million (2006) veröffentlicht wird. Der Shōgakukan-Verlag brachte diese Einzelkapitel auch regelmäßig in Sammelbänden heraus, von denen insgesamt 56 erschienen sind. Bis 2004 haben sich diese Taschenbuchbände in Japan etwa 40 Millionen Mal verkauft.
Der Manga wird in mehrere Sprachen übersetzt und sowohl in Asien und Europa als auch in Nord- und Südamerika veröffentlicht. Auf Deutsch, übersetzt von Oke Maas, erschien die Manga-Serie von Juni 2002 bis Juni 2009 bei Egmont Manga und Anime (EMA) in 56 Bänden. Bis Anfang November 2006 wurden von den deutschsprachigen Manga-Bänden insgesamt eine Million Exemplare verkauft. Von März 2014 bis August 2016 veröffentlichte Egmont Manga eine 30 Bände umfassende New Edition, die inhaltlich alle Originalbände umfasst.
2001 wurde bei Shōgakukan ein Artbook zu Inu Yasha veröffentlicht. Dieses erschien im Dezember 2005 auch auf Deutsch bei EMA.

## Anime-Verfilmungen

### Umsetzung als Animeserie

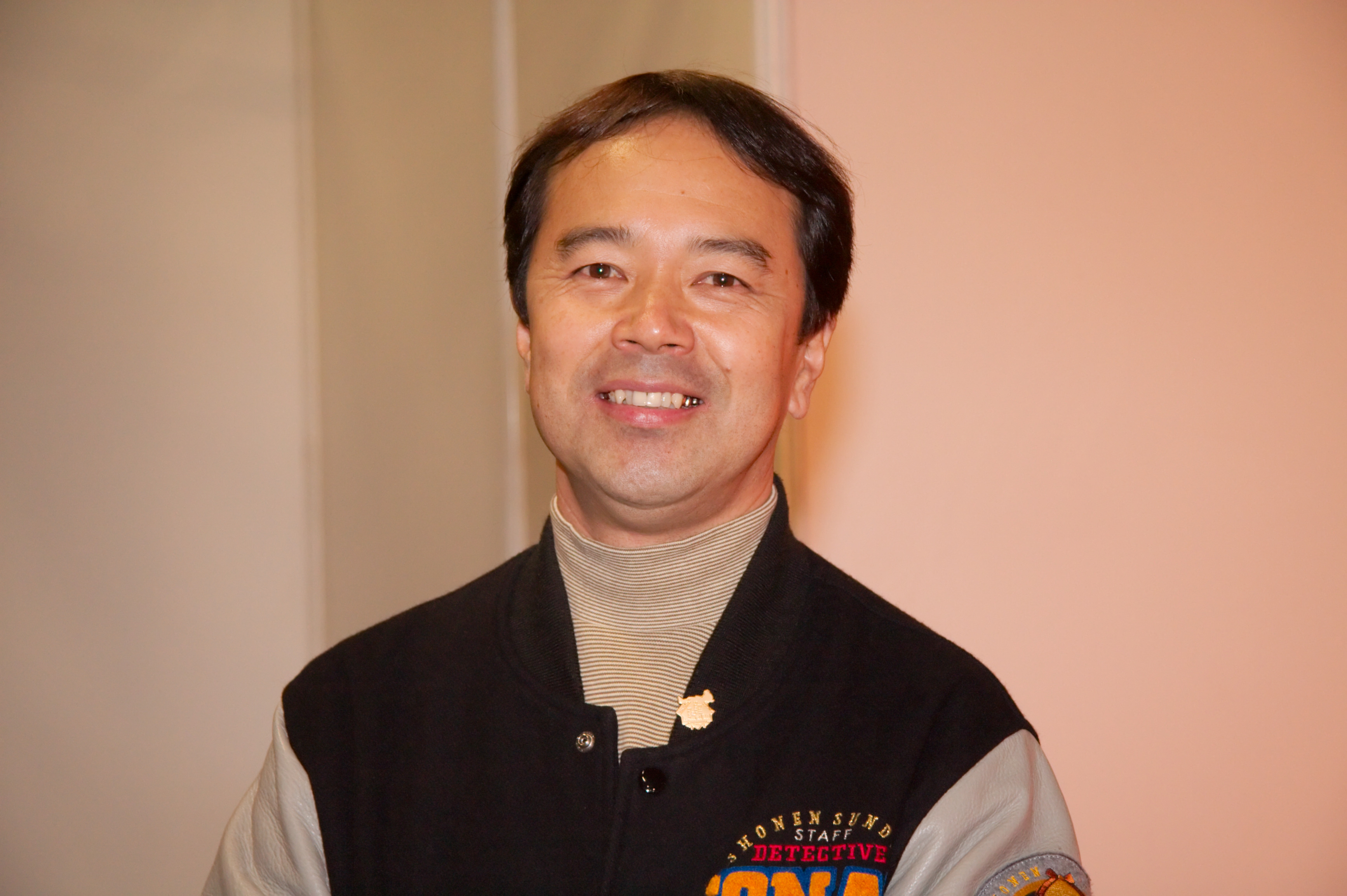
Produzent Michihiko Suwa (2008)

Inu Yasha wurde von Studio Sunrise als Fernsehserie umgesetzt in zunächst 167 Folgen. Regie führte bis Folge 44 Masashi Ikeda und ab Folge 45 Yasunao Aoki. Die Handlung endet offen nach dem Ende der Splittersuche im Manga. 2009 entstand mit Inu Yasha: Kanketsuhen (犬夜叉 完結編, dt. „Inu Yasha: Abschlussband“) eine Umsetzung der restlichen Handlung als zweite Staffel, die inhaltlich die Bände 36 bis 56 umfasst, die letzten 21 Bänden des Mangas. Dieser Teil umfasst 26 Folgen. Es wirkten dieselben Personen wie in der ersten Staffel mit, auch die Besetzung der Sprecher blieb gleich.
Die Umsetzung des Mangas als Fernsehserie sollte möglichst nah am Original bleiben. Obwohl es häufig üblich ist, bekannte oder beliebte Charaktere in einer Serie eher auftauchen zu lassen, blieb die Reihenfolge bei Inu Yasha wie von Takahashi vorgesehen. Die Spannung sollte wie im Manga zuerst mit Inu Yasha und Kagome allein aufgebaut werden, bis Shippō, Miroku und Sango dazukommen. Man „wollte die Fans auf keinen Fall betrügen“, indem man sich zu sehr von der Vorlage entfernt. So bleibt die Handlung lange wie im Manga, erst später kommen Füllerfolgen hinzu sowie Ayame als Verlobte von Kōga als zusätzlicher Charakter. Die Darstellung von Gewalt wurde in einigen Szenen im Vergleich zum Manga entschärft. Um den Anime weiter produzieren zu können, als der Manga in der Handlung noch gar nicht so weit war, wurde für die Folgen ab Nummer 50 die weitere Entwicklung der Geschichte mit Rumiko Takahashi abgestimmt. Als Einleitung für jede Folge wurde eine kurze Zusammenfassung der bisherigen Handlung produziert.
Auch im Aussehen der Charaktere wollte man nah am Manga bleiben. Dennoch veränderte der Charakterdesigner Yoshihito Hishinuma die Proportionen Kopf zu Körper von 1:6 zu 1:6,5 bis 1:7. Dadurch sollten die Figuren in der Animation nicht so schwer und realistischer wirken. Auch wurden die Köpfe oft schmaler (z. B. bei Sesshōmaru) im Vergleich zur Frisur größer. Auch wurde Kikyō etwas anders gestaltet, um sie mehr von Kagome abzuheben.
Für die Hintergründe, die durch den Manga nur in geringem Maße vorgegeben waren, wurden umfangreiche Recherchen geführt. So besuchte der künstlerische Leiter Shigemi Ikeda die Stadt Takayama, um dort die Lebensweise des japanischen Mittelalters in Erfahrung zu bringen und Bauweise und Alltagsgegenstände der Zeit kennenzulernen. Das Aussehen der dargestellten Burgen wurde ebenso in Recherchen erarbeitet, zumal Takahashi die Geschichte in keine spezielle Zeit eingeordnet hat. Die Hintergründe sollten „sauber und ruhig“ wirken. Auch hier sollte die Originalatmosphäre erhalten bleiben, die die Fans vom Manga kannten. So wurde das vom Manga Vorgegebene in eine neu geschaffene Umwelt eingefügt.
Der erste Vorspann stellt die Hauptcharaktere der Serie vor, ebenso Sesshōmaru und Kikyō. So werden nacheinander die Charaktere und die Beziehungen zueinander gezeigt, zum Beispiel der Konflikt zwischen Sesshōmaru und Inu Yasha. Die späteren Vorspanne beziehen dann auch neu dazugekommene Figuren ein oder solche, die in den Episoden mit diesen Openings vorkommen. Die Abspanne sind ruhiger gestaltet und konzentrieren sich mehr auf die Gefühle der Charaktere. So werden im ersten Abspann nur Kagome, Sango und Kikyō gezeigt mit zu ihren Situationen und Emotionen passenden Bildern und Symbolen. Das Lied dazu wird von drei Frauen, Dream, gesungen.
Insgesamt kostete die Produktion der Serie, ohne die später produzierten weiteren Folgen, über 3,7 Millionen Euro.

### Veröffentlichungen der Fernsehserie

Inu-Yasha-Schriftzug
darunter das Kanji-Logo mit kleinen Furigana

Die Serie wurde vom 6. Oktober 2000 bis zum 6. September 2004 auf dem japanischen Sender Nippon TV im Montagabendprogramm ausgestrahlt. Die Folgen 21–22, 133–134, 147–148 und 166–167 liefen dabei im japanischen Fernsehen als einstündige TV-Specials und wurden bei der späteren japanischen DVD-Veröffentlichung auch als solche veröffentlicht. Bei einer Wiederholung der Folge 21 und 22 wurde eine separate Fassung angefertigt, die um etwa vier Minuten geschnitten wurde, um die Länge einer normalen Folgen zu bekommen, auf der auch die deutsche Synchronfassung basiert.
Der Sender ytv hat vom 3. Oktober 2009 bis zum 29. März 2010 Inu Yasha: Kanketsuhen als zweite Staffel ausgestrahlt. Eine japanische DVD-Veröffentlichung von Inu Yasha: Kanketsuhen wurde vom 23. Dezember 2009 bis zum 23. Juni 2010 in einer limitierten Auflage und in der regulären Auflage fertiggestellt.
Die Serie wurde unter anderem auch in Nordamerika von Cartoon Network und YTV, in Italien von GXT und MTV Italia und auf den Philippinen von ABS-CBN und HERO ausgestrahlt. Der Sender Animax sendete die Serie in Süd- und Südostasien sowie Lateinamerika, wo der Anime teilweise auch von regionalen Sendern ausgestrahlt wurde. Inu Yasha wurde außerdem unter anderem ins Französische, und Arabische übersetzt.
Auf Deutsch liefen die ersten 52 Folgen auf MTV2 Pop und anschließend auf RTL II. Die Erstausstrahlung war zunächst bei RTL II geplant, wurde jedoch wegen Problemen mit der Jugendschutzfreigabe für den Nachmittag aufgeschoben, sodass MTV2 POP die Serie für die Ausstrahlung im Abendprogramm abkaufte. Die später doch erfolgte Ausstrahlung im Nachmittagsprogramm von RTL II war teilweise geschnitten. Dies wurde damit begründet, dass die Serie für das Nachmittagsprogramm eingekauft wurde und für die Ausstrahlung um diese Zeit bearbeitet werden musste. Die Synchronfassungen der beiden Versionen sind gleich. Von September 2005 bis März 2006 strahlte RTL II die Episoden 53 bis 104, ebenfalls teilweise geschnitten, aus. 2013 liefen alle 104 Folgen des Anime auf dem Free-TV-Sender VIVA in der ungeschnittenen Fassung. Ausnahmen sind hier die Folgen 21 und 22, welche in Japan ein 1-Stunden-Special waren und hier nur als kürzere Einzelfolgen existieren.
Ab Herbst 2004 wurde die Fernsehserie in Deutschland auch auf DVD veröffentlicht. Als Besonderheit griff die Firma Red Planet hier auf die Unterstützung des Inu-Yasha-FanProjekts (IYFP) zurück, welches eigens dafür ins Leben gerufen wurde. Dieses kümmerte sich um die deutschen Untertitel basierend auf eigener Übersetzung aus dem Japanischen, wobei eine besondere Nähe zum japanischen Original angestrebt wurde. Außerdem wurden die Inhalte für Booklet und Cover vom IYFP erstellt. Die Zusammenarbeit zwischen Red Planet und dem IYFP hatte sich bewährt, sodass das IYFP zwischenzeitlich auch bei anderen Serien von Red Planet Unterstützung leistete. Die Veröffentlichung der letzten bisher nicht ins Deutsche übersetzten 63 Folgen wurde gestrichen, da Red Planet bei der derzeitigen angespannten Marktsituation zunächst eine abwartende Haltung annahm und schließlich sich wegen der Marktsituation ganz vom Thema Anime zurückzog. VIZ Media Switzerland hat die TV-Serie der ersten 104 Folgen und die Kinofilme neulizenziert und bringt die TV-Serie in vier Digipack-Boxen mit insgesamt 26 DVDs unter dem Label Kazé Anime heraus. Am 7. Januar 2018 gab der Publisher Kazé Anime bekannt, die Folgen 105–193 (Rest der Serie inkl. The Final Act) zu synchronisieren und die Filme neben der DVD auch erstmals auf Blu-ray auf Deutsch zu veröffentlichen. Vom 2. Januar 2020 bis zum 22. Januar 2020 wurden werktags bei ProSieben Maxx die Folgen 105–121 erstausgestrahlt. Anschließend pausierte die Erstausstrahlung und wurde ab dem 26. Mai 2020 mit der Folge 122 auf dem Sender fortgesetzt. Ab 24. August 2020 zeigt ProSieben MAXX die 26 Folgen von The Final Act.

#### Synchronisation
Die deutsche Synchronfassung der ersten 104 Folgen wurde von PPA Film GmbH München angefertigt. Dialogregie führte Michael Laske nach den Dialogbüchern von Laske und Stefan Sidak. Für die Folgen 105 bis 193 wurde die Rescue Film GmbH engagiert, wo sich u. a. Dominik Auer für die Dialogregie verantwortlich zeigt. Die Aussprache vor allem der Charakternamen sind in der deutschen Synchronisation den ersten 104 Folgen zum Teil leicht verfälscht. So werden vor allem die auf der Silbe -ku endenden Namen nicht als [kɯ], sondern [kə] gesprochen. Die Silbe ru in Sesshōmaru wurde bei der Synchronisation sogar komplett weggelassen, und auch Kirara wird meist wie „Kiara“ gesprochen. In den Folgen 105–193 werden die Charakternamen so ausgesprochen, wie sie geschrieben werden.
| Charakter           | Japanische Synchronsprecher (Seiyū)                     | Deutsche Synchronsprecher (Serie)                                                                              | Deutsche Synchronsprecher (Filme) |
| ------------------- | ------------------------------------------------------- | --- | --------------------------------- |
| Inu Yasha           | Kappei Yamaguchi                                        | Dominik Auer                                                                                                   | Dominik Auer                      |
| Kagome Higurashi    | Satsuki Yukino                                          | Ulrike Jenni                                                                                                   | Ulrike Jenni                      |
| Shippō              | Kumiko Watanabe                                         | Julia Haacke                                                                                                   | Julia Haacke                      |
| Miroku              | Kōji Tsujitani                                          | Florian Halm                                                                                                   | Florian Halm                      |
| Sango               | Hōko Kuwashima                                          | Angela Wiederhut                                                                                               | Angela Wiederhut                  |
| Kikyō               | Noriko Hidaka                                           | Claudia Lössl                                                                                                  | Claudia Lössl                     |
| Naraku              | Toshiyuki Morikawa                                      | Dieter Landuris                                                                                                | Dieter Landuris                   |
| Sesshōmaru          | Ken Narita                                              | Pascal Breuer                                                                                                  | Pascal Breuer                     |
| Jaken               | Yūichi Nagashima                                        | Kai Taschner                                                                                                   | Kai Taschner                      |
| Kanna               | Yukana Nogami                                           | Sonja Reichelt                                                                                                 | Kathrin Gaube                     |
| Rin                 | Mamiko Noto                                             | Caroline Schwarzmaier (Folgen 35–104) Katharina Schwarzmaier (Folgen 107–167 + The Final Act)                  | Caroline Schwarzmaier             |
| Byakuya             | Mitsuaki Madono                                         | Oliver Scheffel                                                                                                | -                                 |
| Kagura              | Izumi Ōgami                                             | Tatjana Pokorny (Folgen 39–50) Maren Rainer (Folgen 56–167 + The Final Act)                                    | Tatjana Pokorny                   |
| Hakudōshi           | Ai Kobayashi                                            | Max Felder | -                                 |
| Kohaku              | Akiko Yajima                                            | Daniel Schlauch                                                                                                | Daniel Schlauch                   |
| Kōga                | Taiki Matsuno                                           | Hubertus von Lerchenfeld                                                                                       | -                                 |
| Hakkaku             | Daisuke Kishio                                          | Wolfgang Schatz (Folgen 37–46) Dirk Meyer (Folgen 66–125 + The Final Act)                                      | -                                 |
| Ginta               | Hiroyuki Yoshino                                        | Niko Macoulis                                                                                                  | -                                 |
| Ayame               | Yumi Kakazu                                             | Shandra Schadt                                                                                                 | -                                 |
| Kaede               | Hisako Kyōda                                            | Ilona Grandke                                                                                                  | Ilona Grandke                     |
| Myōga               | Ken’ichi Ogata                                          | Horst Raspe (Folgen 5–45) Walter von Hauff (Folgen 53–167 + The Final Act)                                     | Walter von Hauff                  |
| Tōtōsai             | Jōji Yanami                                             | Erich Ludwig (Folgen 34–72) Gerhard Acktun (Folgen 137–144 + The Final Act)                                    | Erich Ludwig                      |
| Hachiemon           | Toshihiko Nakajima                                      | Michael Rüth (Folgen 16–93) Gudo Hoegel (Folgen 135–145 + The Final Act)                                       | Michael Rüth                      |
| Mushin              | Yuzuru Fujimoto                                         | Norbert Gastell (Folgen 28–100) Peter Musäus (Folge 135 + The Final Act)                                       | Norbert Gastell                   |
| Großvater Higurashi | Ginzō Matsuo (Folgen 1–38) Katsumi Suzuki (ab Folge 47) | Thomas Reiner (Folgen 1–100) Erich Ludwig (Folgen 127–160 + The Final Act)                                     | Thomas Reiner                     |
| Mama Higurashi      | Asako Dodo                                              | Maria Böhme (Folgen 1–100) Kathrin Gaube (Folgen 29 & 38) Christine Stichler (Folgen 127–160 + The Final Act)  | Maria Böhme                       |
| Sōta Higurashi      | Akiko Nakagawa                                          | Beate Pfeiffer (Folgen 1–100) Kerstin Dietrich (Folgen 127–160 + The Final Act)                                | Beate Pfeiffer                    |
| Hōjō (Akitoki)      | Yūji Ueda                                               | Christian Heiner Wolf (Folgen 11–38) Niko Macoulis (Folgen 62–89) Felix Mayer (Folgen 127–160 + The Final Act) | Jan Makino                        |

### Kinofilme
Zu Inu Yasha wurden vier Kinofilme produziert, die in Japan jeweils Ende Dezember starteten:
InuYasha – Affections Touching Across Time (時代を越える想い, Toki o Koeru Omoi)
2001, auf Deutsch seit Mai 2006
Im ersten Film stellt sich Inu Yasha der Dämon Menōmaru gegenüber, dessen Vater von Inu no Taishō besiegt wurde. Er sinnt auf Rache und will Inu Yasha besiegen. Dazu legt er auch Sango und Miroku herein und belegt Kagome und Kirara mit einem Bann, dass diese sich gegen ihre Freunde wenden.
Der Film spielte in Japan 1,54 Mrd. Yen ein und wurde zum Beispiel auch in den USA im Kino gezeigt.
InuYasha – The Castle Beyond the Looking Glass (鏡の中の夢幻城, Kagami no Naka no Mugenjo)
2002, auf Deutsch seit März 2006
Es gelingt Inu Yasha und seinen Freunden, Naraku zu besiegen, und alles scheint sich zum Besseren zu wenden. Doch bald stellt sich ihnen die Mondprinzessin Kaguya entgegen, die die Welt in ewige Nacht hüllen will.
Der Film wurde 2002 in Japan im Kino gezeigt und erschien wie der erste auch außerhalb Japans im Kino.
InuYasha – Swords of an Honorable Ruler (天下覇道の剣, Tenka Hadō no Ken)
2003, auf Deutsch seit Mai 2006
Inu Yashas Vater besaß neben Tessaiga und Tenseiga noch ein drittes Schwert: Sōunga, das Schwert der Unterwelt, das für 700 Jahre versiegelt wurde. Nach dieser Zeit wird es in Kagomes Gegenwart wieder aktiv und ergreift Besitz von Inu Yasha. Nachdem dieser es ins Mittelalter zurückgebracht hat und es wieder losgeworden ist, belebt es den Mörder Inu Yashas Mutter Izayois wieder zum Leben, um die Pforten der Hölle zu öffnen und die Welt zu beherrschen.
Inu Yasha: Swords of an Honorable Ruler kam 2003 in Japan in die Kinos und wurde zum Beispiel auch in den USA im Kino und in Deutschland und Kanada im Fernsehen gezeigt.
InuYasha – Fire on the Mystic Island (紅蓮の蓬莱島, Guren no Hōrai-jima)
2004, auf Deutsch seit Februar 2007
Auf der Insel Hōraijima lebten Menschen und Yōkai lange friedlich zusammen, doch dann zerstörten die vier Kriegsgötter diesen Frieden und die Bewohner der Insel mussten den Göttern geopfert werden. Nach vielen Jahrhunderten mischen sich Inu Yasha und seine Freunde ein, um dem Treiben der Götter ein Ende zu setzen.
Inu Yasha: Fire on the Mystic Island wurde 2004 in Japan gezeigt und in Deutschland, den USA und Kanada im Fernsehen ausgestrahlt.
Die deutschen DVDs wurden in intensiver Zusammenarbeit zwischen Red Planet und dem Inu-Yasha-Fanprojekt (IYFP) erstellt. Da das IYFP im Gegensatz zur Serie hier auch für die Vorlage der Synchronfassung verantwortlich zeichnet und auch bei der Synchronisation im Studio beratend aktiv war, unterscheidet sich das Ergebnis trotz derselben Sprecher von der Serie.

### Kurzfilm
2008 wurde ein 30-minütiger Kurzfilm mit dem Titel Kuroi Tessaiga (黒い鉄砕牙) produziert, der am 30. Juli bei einer Ausstellung zu den Werken Rumiko Takahashi zu sehen war. Die Ausstellung fand im Kaufhaus Matsuya Ginza in Tokio statt und dauerte bis zum 11. August 2008.
Am 29. Januar 2010 ist dieser Kurzfilm zusammen mit dem neuen Kurzfilm von Urusei Yatsura und Ranma ½ in Japan als DVD-Box inklusive einer Figur aus den drei Serien erschienen. Am 20. Oktober erschien der Kurzfilm einzeln als DVD und Blu-ray.

### Musik
Für die Fernsehserie wurden sechs verschiedene Vorspanntitel von japanischen Sängern und Bands produziert. Diese sind Change the world von V6, I Am von hitomi, Owara nai Yume (終わらない夢) von Nanase Aikawa und Grip! von Every Little Thing, außerdem One Day, One Dream von Tackey and Tsubasa und Angelus アンジェラス von Hitomi Shimatani.
Für die deutsche Fassung von RTL II wurden die Lieder Flieg durch die Zeit und Was ist Zeit? neu komponiert. Bei der Ausstrahlung auf MTV2POP wurde Star von Nova International als Intro verwendet.
Ebenso wurden für den Abspann acht Lieder produziert. Diese sind My will von dream, Fukai mori (深い森) von Do As Infinity und Dearest von Ayumi Hamasaki, des Weiteren Every Heart (ミンナノキモチ – Minnano Kimochi) von Kwon Boa, Shinjitsu no Uta (真実の詩) von Do As Infinity, Itazura na Kiss (イタズラなKiss) von day after tomorrow, Come von Namie Amuro und Brand new world von V6.
Weil V6 und Tackey and Tsubasa von der Johnny & Associates vertreten werden und es Lizenzprobleme gibt, sind bei den zukünftigen Inu-Yasha-Veröffentlichungen außerhalb Japan die Lieder durch OST-Soundtracks ersetzt worden. Change the world durch Shippou no Gotoku, One Day, One Dream durch Unari! Tessaiga und Brand new world durch Omoi no Hate ni.
Für den ersten Film produzierten CREA (Ayumi Hamasaki) und Do As Infinity das Lied No more words. Im zweiten Film werden Yura Yura (ゆらゆら) und Ai no Uta (愛の謳) von Every Little Thing gespielt. Für den dritten Film produzierte Namie Amuro, MONK und JUSME den Titel Four Seasons und für den vierten Film Do As Infinity Rakuen (楽園).

## Weitere Adaptionen

### Spiele
Es wurden acht Inu-Yasha-Videospiele produziert, von denen keines auf Deutsch erschienen ist.
Bandai veröffentlichte in Nordamerika das 2D-Kampfspiel Inu Yasha: A Feudal Fairy Tale (犬夜叉 戦国お伽草子, Inu Yasha: Sengoku Otogi Kassen) (PlayStation, 10. April 2003) und das 3D-Kampfspiel Inu Yasha: Feudal Combat (犬夜叉 奥義乱舞, Inu Yasha: Ōgi-Ranbu) (PlayStation 2, 15. Juni 2005), die sich beide stark an der Handlung des Mangas orientieren. Des Weiteren wurden die Rollenspiele Inu Yasha: The Cursed Mask (犬夜叉 呪詛の仮面, Inu Yasha: Juso no Kamen) (PlayStation 2, 18. März 2004) und Inu Yasha: Secret of the Divine Jewel (Nintendo DS, 29. Januar 2007) vertrieben, die neue Charaktere einführen und sich nur lose an der Handlung orientieren.
Es erschienen außerdem die Videospiele Inu Yasha: Kagome no Sengoku Nikki (犬夜叉 ~かごめの戦国日記) (WonderSwan, 2. November 2001), Inu Yasha: Fūun Emaki (犬夜叉 風雲絵巻) (WonderSwan, 27. Juli 2002), Inu Yasha: Kagome no Yume Nikki (犬夜叉 かごめの夢日記) (WonderSwan, 16. November 2002) und Inu Yasha: Naraku no Wana! Mayoi no Mori no Shōtaijō (犬夜叉～奈落の罠！迷いの森の招待状) (Game Boy Advance, 23. Januar 2003).
Der Spielehersteller Amigo vertreibt zusammen mit Bandai ein Sammelkartenspiel zu Inu Yasha. Der Ravensburger-Spieleverlag führt daneben ein Inu-Yasha-Würfelspiel.

### Roman
2004 erschien der Roman Shōsetsu Inuyasha (小説　犬夜叉) von Tomoko Komparu (金春 智子, Komparu Tomoko) mit den Illustrationen von Rumiko Takahashi.
Dieser wurde 2005 als Inu Yasha. Der Brunnen zwischen den Zeiten von Egmont Manga & Anime auf Deutsch veröffentlicht.

## Rezeption

### In Japan
Rumiko Takahashi erhielt 2002 für Inu Yasha den 47. Shōgakukan-Manga-Preis in der Kategorie Shōnen. In Tokio werden jährliche Fanmessen zum Thema Inu Yasha abgehalten, darunter die Rumiket, ein Dōjinshi-Markt, der seit 2000 jährlich abgehalten wird.

### International
The Anime Encyclopedia. Revised & Expanded Edition bezeichnet den Anime als Buddy-Story in der Tradition von Ushio to Tora mit Zeitreiseelement. Laut Jason Thompson folgt der Manga dem bewährten Rezept niedlicher, relativ einfach gezeichneter Hauptcharaktere, die in langgestreckten Handlungsbögen gegen Monster kämpfen. Die Kreaturen seien einfallsreich, doch der Ausgang oft vorhersehbar. Die besten Momente würden durch die Beziehungen der Charaktere zueinander entstehen, doch sei die Geschichte insgesamt sehr langgezogen. Dennoch lese sich die Geschichte leicht. Die Zeitschrift Animerica nennt die Fähigkeit, „flüssig zwischen niedlich zu grausig und zurück zu wechseln“, eine der größten Stärken des Mangas. Inu Yasha biete nicht nur eine unterhaltsame Abenteuergeschichte und romantische Komödie mit einigen Monstern und Blutvergießen, sondern sei in seiner Symbolik auch immer wieder tiefgründig. Die englischsprachige Fangemeinschaft inuyashaworld.com hat nach eigenen Angaben über 37.000 Mitglieder aus der ganzen Welt, vorrangig aus Nordamerika.
In Italien gehörte die Veröffentlichung der Serie mit über 75.000 verkauften Exemplaren pro Band zu den Bestsellern des Verlags Star Comics.

### In Deutschland
Von deutschen Kritikern werden die Zeichnungen von Rumiko Takahashi als ausgefeilter als bei ihren früheren Werken bezeichnet. Insbesondere im Vergleich zu ihrem ersten Werk Urusei Yatsura sei die Entwicklung deutlich zu erkennen, aus „plumpen Charakteren“ seien „fließende, anatomisch glaubhafte Gestalten“ geworden. Die Geschichte sei nicht nur düster, sondern auch komisch. Gelobt wurden auch die interessanten und sich entwickelnden Charaktere und die Handlung, die keine Endlosgeschichte mit ständig wiederholten Handlungsmotiven sei. Immer wieder neue Elemente unterbrechen den Handlungsfluss. Das Werk biete eine Mischung aus Action, Fantasy und Komödie mit Horrorelementen.
Bei der Umsetzung der Anime-Serie wird gelobt: „hohe Animationsqualität, passender Einsatz von Computergrafik und ein Character-Design, das besonders nahe am Manga-Vorbild bleibt, lassen das Fan-Herz höher schlagen.“ Die Darstellung von Gewalt im Anime sei, im Gegensatz zum Manga, jedoch vermutlich bewusst zurückhaltend, was „vermutlich eine Reaktion auf die in jüngster Zeit stark zunehmende Zahl an jugendlichen Gewalttätern in Japan“ sei. Die Computergrafik sei gut und unauffällig eingesetzt worden und die musikalische Untermalung vielseitig und gelungen. Bei der deutschen Anime-Umsetzung werden aber unter anderem der geänderte Vorspann und die Schnitte bedauert. Auch wird von einer großen Unzufriedenheit bei den Fans mit der deutschen Version gesprochen.
Die Serie wird zu den in Deutschland am einflussreichsten gezählt und bei einer Umfrage von Sozioland wurde der Anime von 44,8 Prozent der Befragten als eine der Lieblingsserien angegeben. Sie gehörte zu den Bestsellern im Programm von Egmont Manga und Anime. Allein 2005 wurden 1 Million Bände der Serie in Deutschland verkauft.